# Белоостровская волость
Белоостро́вская во́лость — одна из четырёх приграничных волостей Петроградского (до 1914 года Санкт-Петербургского) уезда одноимённой губернии. Западную границу волости, равно как границу уезда, губернии и всей империи с Финляндией, образовывал левый берег река Сестра, за которой находилась Выборгская губерния Великого княжества Финляндского. На севере граничила с Лемболовской волостью, на северо-западе с Вартемякской волостью и на юго-востоке с Сестрорецкой волостью.  
Административный центр — деревня Белоостров.
В начале XIX века главным владельцем земли и крестьян в волости была Елизавета Николаевна Кайданова. Помимо Белоостровской вотчины в её владении находились также бумажные фабрики, на тот период крупнейшие в России.
К 1860 году деревня Белоостров (фин. Valkeasaari, Валкисары) насчитывала 30 дворов. В ней находились: кирха, пасторат, харчевня, дом таможенного досмотра, почтовая станция, тюрьма, фабрика «Ольховка» и фабрика «Сосновка». В 1866 году временнообязанные крестьяне деревни Валкисари выкупили свои земельные наделы у Кайдановой и стали собственниками земли.
По данным на 1890 год крестьянские наделы в волости составляли 4266 десятин. В 13 селениях волости насчитывалось 542 двора, в которых проживало 2804 душ обоего пола, в том числе 1330 мужчин и 1474 женщины. Число некрестьянских дворов в волости — 109.
Вместе с Сестрорецкой, Муринской и Осинорощинской волостями входила до Февральской революции во 2-й стан уезда.
С августа 1919 года по январь 1920 года входила в состав 2-го Северного района Петроградского уезда.
С 1 октября 1922 по 31 января 1923 года в связи с переименованием Белоострова в Красноостров носила название Красноостровская волость. Под этим именем объединена с Сестрорецкой волостью. В июне 1924 года Белоострову вернули его прежнее имя.
Изменение подчинения и названия волостного центра в 1917 — 1924 годах:
- Белоостров, с 01.03.1917 по 30.09.1922 — Белоостровская волость, Петроградский уезд
- Красноостров, с 01.10.1922 по 31.01.1923 — Красноостровская волость, Петроградский уезд
- Красноостров, с 01.02.1923 по 31.01.1924 — Красноостровский сельсовет, Сестрорецкая волость, Петроградский уезд
- Красноостров, с 01.02.1924 по 31.05.1924 — Красноостровский сельсовет, Парголовская волость, Ленинградский уезд
- Белоостров, с 01.06.1924 по 31.07.1927 — Красноостровский сельсовет, Парголовская волость, Ленинградский уезд